# 676 Melitta
676 Melitta è un asteroide della fascia principale del diametro medio di circa 79,99 km. Scoperto nel 1909, presenta un'orbita caratterizzata da un semiasse maggiore pari a 3,0615236 UA e da un'eccentricità di 0,1261970, inclinata di 12,86000° rispetto all'eclittica.
Il suo nome fa riferimento alla ninfa Melissa, che fu trasformata in un'ape. Il nome è anche un'allusione allo scopritore di questo asteroide, Philibert Jacques Melotte.